# Comalcalco
Comalcalco is een verlaten Mayastad in de Mexicaanse staat Tabasco. De stad ligt zo'n 60 km ten noordwesten van de stad Villahermosa. De Mayastad bestaat uit een aantal vervallen gebouwen, waaronder twee piramides.
Naast de ruïnes staat hier ook de moderne stad Comalcalco, met zo'n 40.000 inwoners.

Bricks from Comalcalco
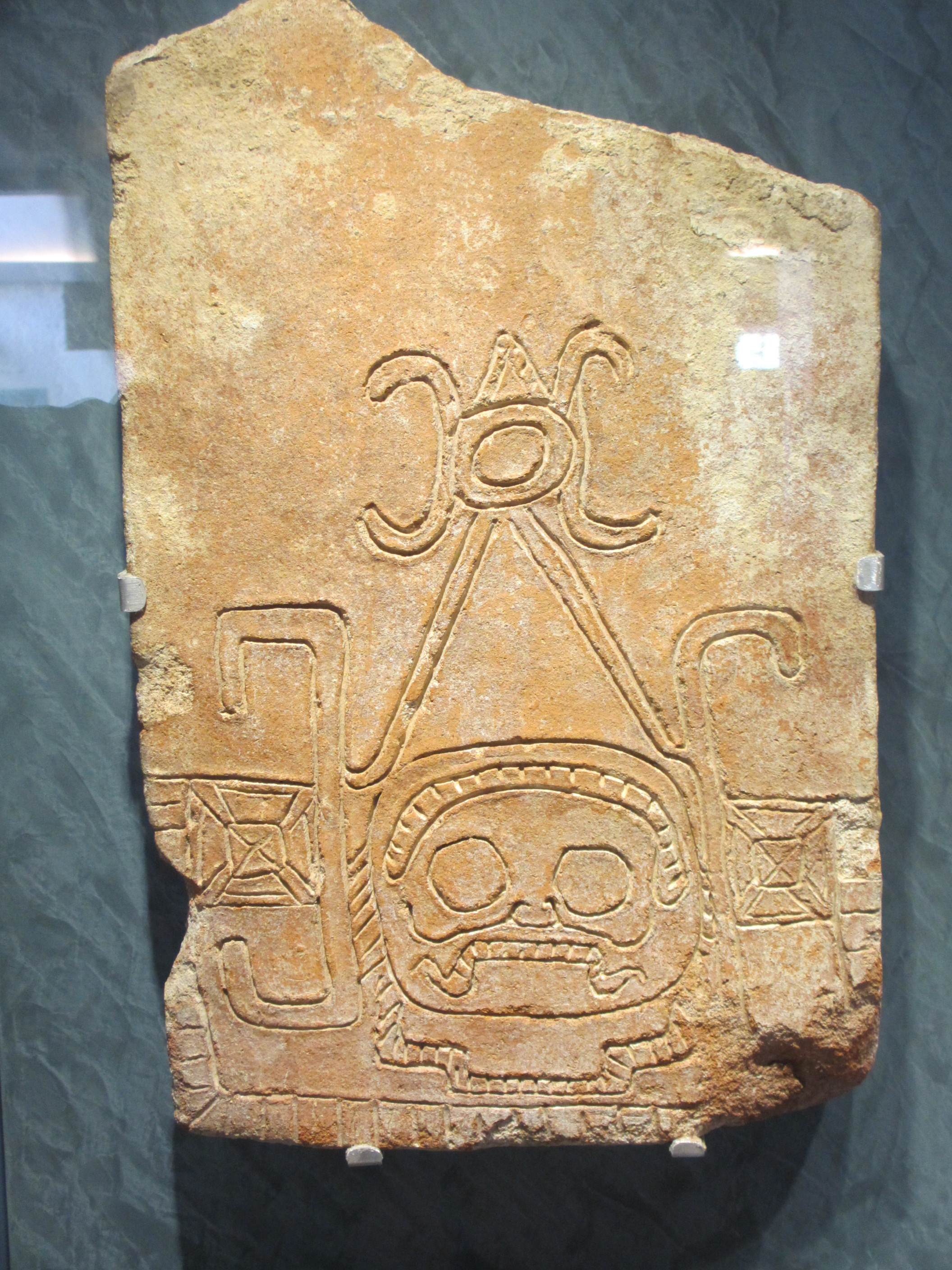
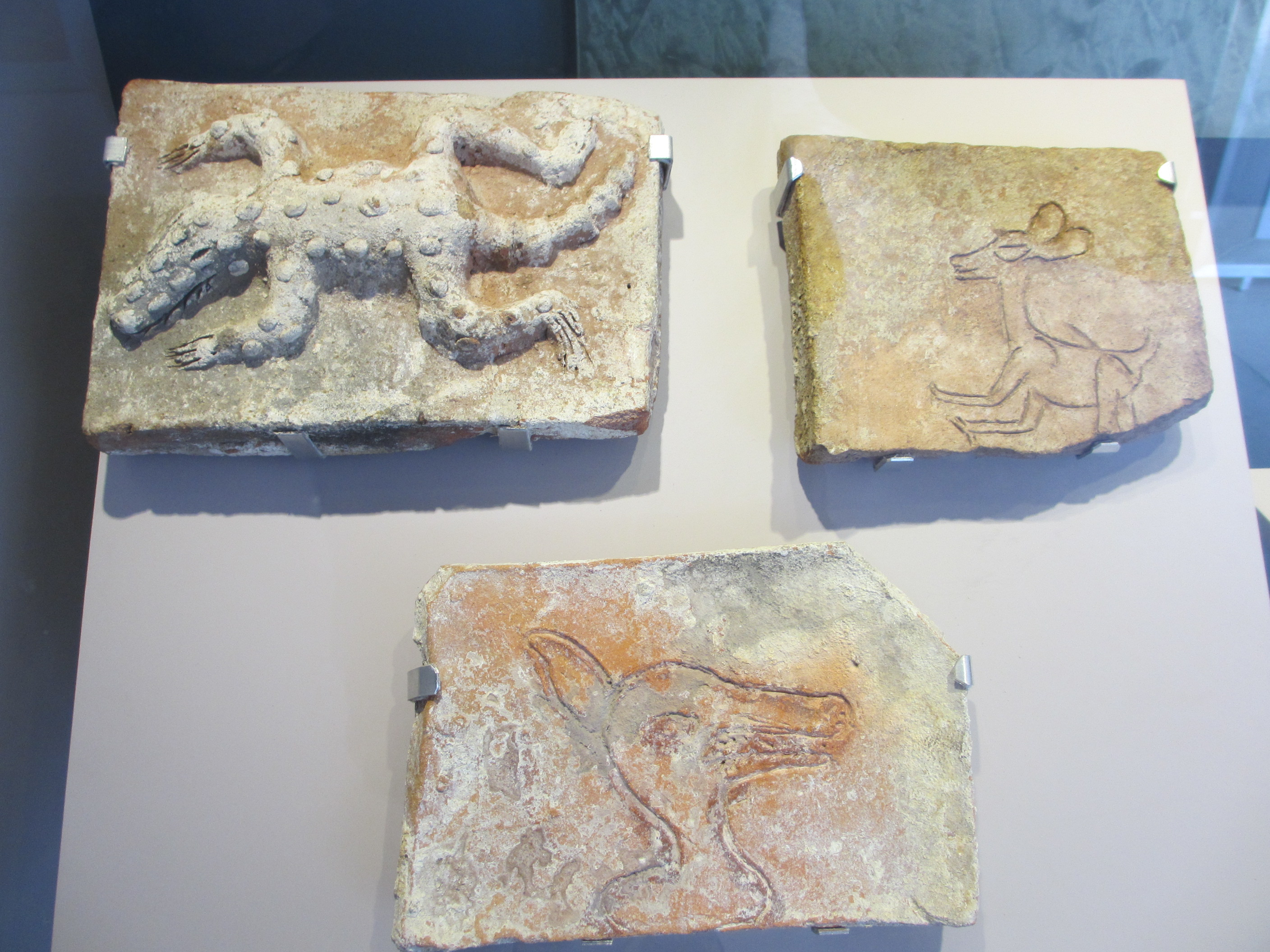
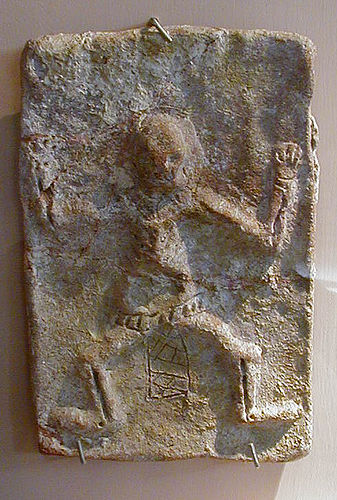
Comalcalco, waar Maya's bij uitzondering bakstenen gebruikten in plaats van gehouwen kalksteen. De ingeschreven binnenzijden van de bakstenen waren niet zichtbaar.